# Anja Andersen
Anja Andersen (Odense, 1969. február 15. –) dán kézilabda-játékos és edző.

## Pályafutása
Anja Andersent minden idők egyik legjobb kézilabdázójaként tartják számon. Szülei, Keld és Vivi szintén volt válogatott dán játékosok voltak, így Anja már egészen kis korában kapcsolatba került a sportággal. 1989 és 1999 között 133-szor játszott a válogatottban, és 726 gólt szerzett. Megnyert szinte mindent, amit a kézilabdában játékos megnyerhet. 1987-ben junior világbajnoki második helyezett. 1993-ban ezüst-, 1995-ben bronz-, 1997-ben aranyérmes lett a világbajnokságon. Vezéregyénisége volt az 1996-ban olimpiabajnok dán csapatnak. 1992-ben és 1999-ben a Bakkelagettel norvég bajnokságot nyert, 1994-1996 között háromszor lett bajnok a TuS Walle Bremen játékosaként, ráadásként 1994-ben és 1995-ben a német kupát is megnyerték. 1998-ban a világ legjobb kézilabdázójának választották.
Edzőként továbbra is sikeresen tevékenykedik a kézilabda világában. 1999-ben szívproblémái miatt idő előtt kellett abbahagynia játékos-pályafutását, de edzőként visszatért a pályára. Irányításával a Slagelse FH gyorsan a világ legerősebb együttesévé fejlődött. Háromszor (2003, 2005, 2007) nyerték meg a dán bajnokságot, közben a legerősebb nemzetközi kupában, az EHF Bajnokok Ligájában is háromszor (2004, 2005, 2007) diadalmaskodtak.
A szerb válogatott élére 2006-ban nevezték ki.